# فهرست پارک‌های ملی آلمان

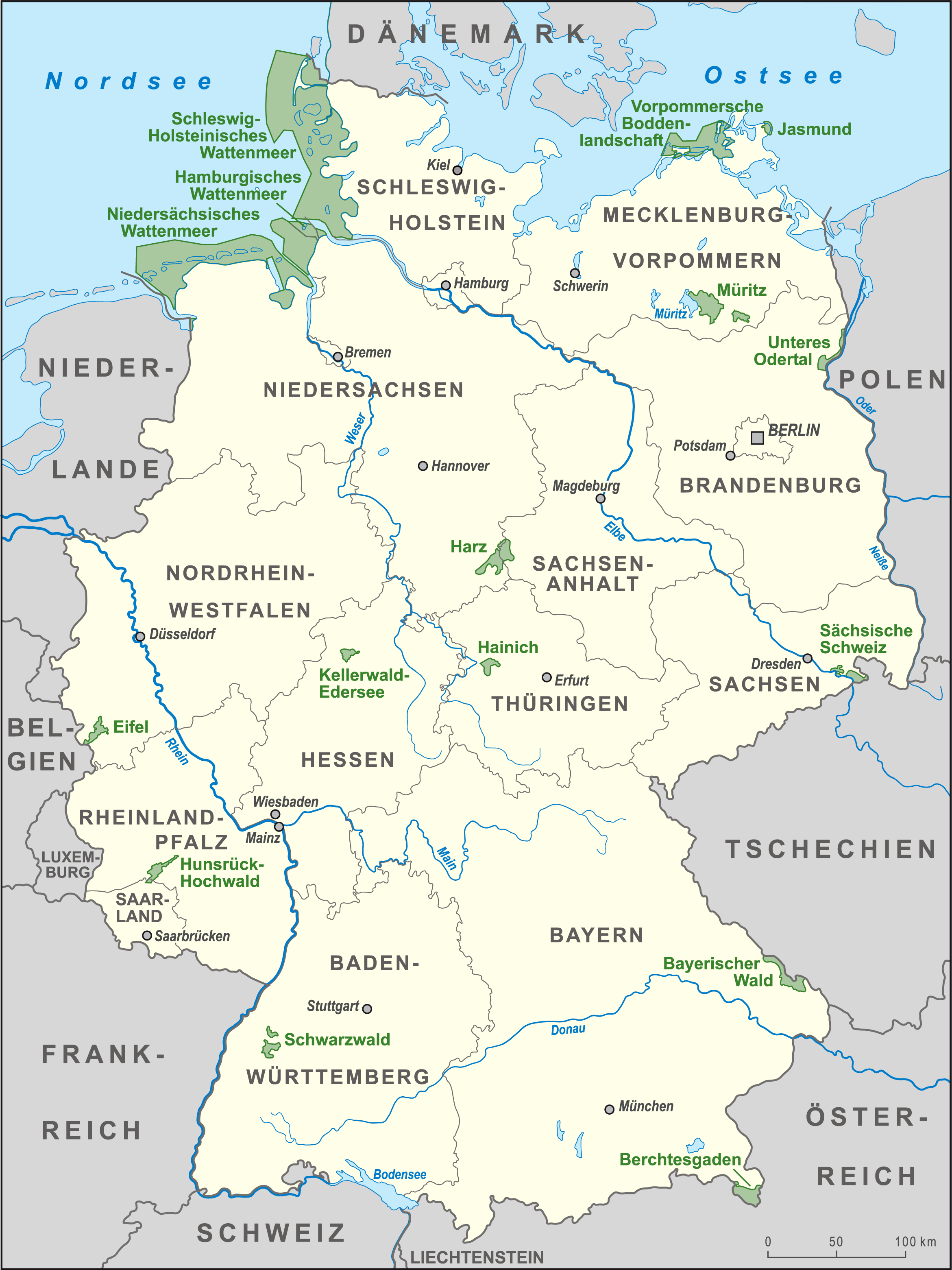
نقشهٔ همهٔ ۱۶ پارک ملی آلمان (۲۰۱۴)

این مقاله شامل فهرست پارک‌های ملی در آلمان است که به ترتیب از شمال به جنوب مرتب شده‌اند:
| تصویر | نام                                      | اوپن‌استریت‌مپ |
| ----- | ---------------------------------------- | ------------ |
|       | شلسویگ-هولشتاین وادن زا ناتسیونال پارک   | ۱۲۳۷۷۵۸      |
|       | هامبورگ وادن زا ناتسیونال پارک           | ۱۵۷۸۱۲       |
|       | لوور زاکسون وادن زا ناتسیونال پارک       | ۱۵۷۸۱۱       |
|       | یاسموند ناتسیونال پارک                   | ۲۵۳۰۷۳       |
|       | وشترن پومرانیا لاگوون آرا ناتسیونال پارک | ۱۱۳۸۵۲۲      |
|       | موریتس ناتسیونال پارک                    | ۷۸۹۰۴۸۳      |
|       | لوور اودر فالای ناتسیونال پارک           | ۲۱۵۲۹۴       |
|       | هارتس ناتسیونال پارک                     | ۹۰۵۸۴        |
|       | کلروالد-درزه ناتسیونال پارک              | ۱۲۰۴۸۷۵۳     |
|       | هاینایش ناتسیونال پارک                   | ۳۶۵۰۰۷۲      |
|       | پارک ملی آیفل                            | ۲۳۴۵۹۹۱      |
|       | Hunsrück-Hochwald National Park          | ۴۱۲۰۹۷۴      |
|       | زاکسون سویتسرلاند ناتسیونال پارک         | ۱۵۹۵۵۳۴      |
|       | پارک ملی جنگل بایرن                      | ۱۸۶۴۲۱۴      |
|       | پارک ملی برشتسگادن                       | ۴۲۹۲۲۰۰      |
|       | بلاک فورشت ناتسیونال پارک                | ۳۴۱۲۵۹۰      |

آلمان همچنین دارای ۱۴ برنامه انسان و زیست‌کره و نیز ۹۸ پارک طبیعی است. با احتساب مناطق حفاظت‌شدهٔ ملی، حدود ۲۵ درصد از مساحت آلمان را پارک‌های ملی یا پارک‌های طبیعی تشکیل می‌دهند.